# Regione del Kavango Orientale
La regione del Kavango Orientale è una delle quattordici regioni della Namibia. Il suo capoluogo è Rundu.

## Geografia antropica

### Suddivisioni amministrative
La regione è suddivisa in 6 distretti elettorali:
- Mashare
- Mukwe
- Ndiyona
- Ndonga Linena
- Rundu Rurale
- Rundu Urbano